# Ectropis subtinctaria
Ectropis subtinctaria là một loài bướm đêm trong họ Geometridae.